# Összenőtt lábujjak

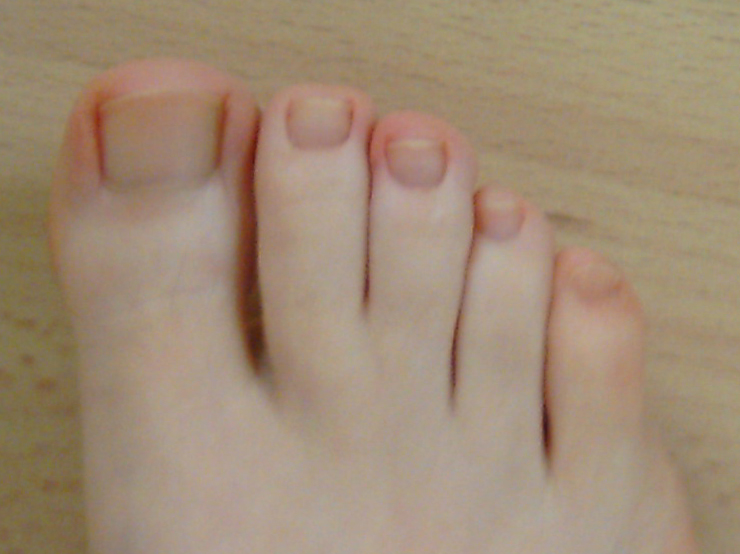
A jelenség örökletes is lehet: 39 éves nő...

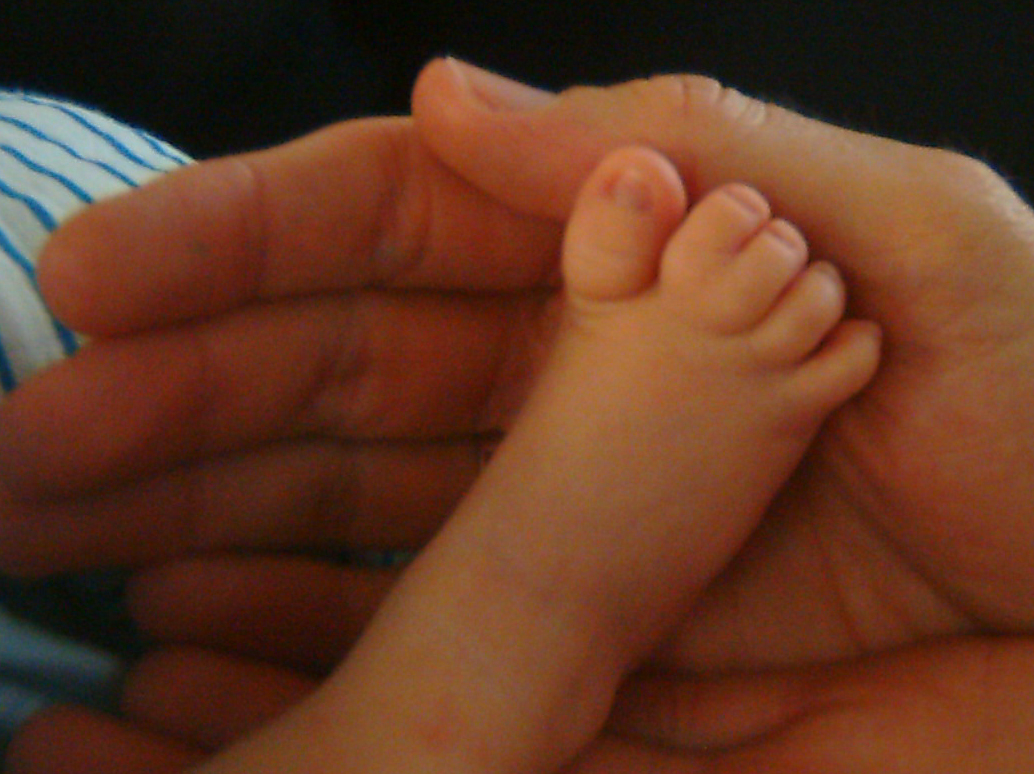
...és egyhetes újszülöttjének lába.

Az összenőtt lábujjak a syndactylia nevű rendellenesség hétköznapi megnevezése lábujjak esetében.
A terhesség  hatodik hetéig a kéz- és lábujjak normálisan is összenőtt állapotban vannak és csak ezután, a differenciálódás folyamata révén válnak külön. Ha ez a folyamat idő előtt megáll, az érintett ujjak részben, vagy egészben összenőtt állapotban maradnak.
Átlagosan körülbelül 2000-2500 élveszületés közül egynél fordul elő, egyes esetekben örökletes jelleget mutatva. A leggyakoribb a második és harmadik ujj csontokat nem érintő összenövése. Előfordulhat mindkét lábon – ez a gyakoribb –, de egy oldalon is. Mértéke igen változatos lehet, kismértékűtől a teljes összenövésig.

## Diagnózis
Leggyakrabban önmagában fordul elő egyébként egészséges embereknél, azonban más tünetekkel együtt a következő szindrómák meglétét jelezheti:
- Down-szindróma
- Acrocallosal-szindróma
- Apert-szindróma
- Aarskog-szindróma
- Bardet–Biedl-szindróma
- Carpenter-szindróma
- Cornelia de Lange-szindróma
- Edwards-szindróma
- Jackson–Weiss-szindróma
- magzati Dilantin-szindróma
- Miller-szindróma
- Pfeiffer-szindróma
- Smith–Lemli–Opitz-szindróma
- Timothy-szindróma

## Előnyök-hátrányok
Az összenőtt ujjak semmilyen lábujjakkal kapcsolatba hozható képességre (járásra, futásra, úszásra) nézve nem jelentenek hátrányt. Pszichológiai értelemben hátrányt jelenthet, hogy egyes emberek szégyenlik az állapotot, illetve tartanak attól, hogy ők, vagy a problémával érintett gyermekük gúnyolódásnak lesz kitéve. Más emberek viszont kifejezetten büszkék rá.

## Plasztikai műtét

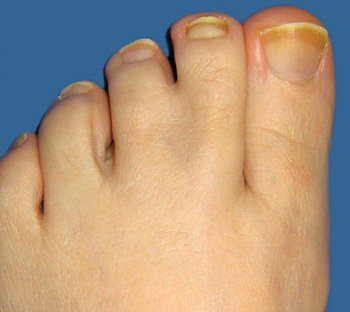
Összenőtt ujjak műtét előtt.

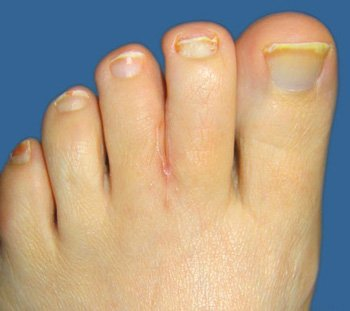
Összenőtt ujjak négy hónappal a műtét után.

Az összenőtt lábujjak nem igényelnek semmiféle korrekciót. Ha azonban az érintett esztétikai, vagy egyéb szempontok miatt szükségesnek látja, lehetőség van plasztikai műtétre.
A műtét egyszerűbb, ha az összenövés csak a bőrt érinti. Ilyen esetben a bőrt felvágják, ráhajtják az immár különálló ujjakra, majd a kialakuló bőrnélküli részt bőrátültetéssel fedik. Végül a nagyobb mozgásokat korlátozó kötés kerül a területre. Ha az összenövés csontokat, inakat, idegeket, vagy ereket érint, bonyolultabb műtét válhat szükségessé.
A műtéttel kapcsolatos kockázatok nagy része az érzéstelenítéssel és a sebfertőződéssel kapcsolatos, továbbá erek, illetve idegek érintettsége esetén előfordulhat erősebb vérzés, vagy a terület érzéketlenné válhat.
A műtétből való felépülés akár több hónapig is eltarthat, ami – figyelembe véve, hogy a járóképesség megtartása érdekében a két lábon külön-külön célszerű elvégezni a műtétet – meglehetősen hosszú lábadozási időt jelenthet. Egyes esetekben évekig fájdalmas heg maradhat.
A műtét elvégzése csecsemőkorban azzal az előnnyel jár, hogy a regeneralódás gyorsabb és teljesebb lehet, azonban mérlegelendő, hogy így nem az érintett dönt a beavatkozás szükségességéről.

## Híres emberek összenőtt lábujjakkal
- Dan Aykroyd színész[1]
- Joszif Visszarionovics Sztálin a Szovjet Kommunista Párt volt főtitkára[2]
- Ashton Kutcher színész[3]
- Tricia Helfer színésznő[4]